# Орден Короля Томислава
Орден Короля Томислава (хорв. Velered kralja Tomislava), полное название — «Большой Орден Короля Томислава с лентой и большой утренней Звездой» (хорв. Velered kralja Tomislava s lentom i Velikom Danicom) — высшая государственная награда Республики Хорватии. Вручается главам государств или главам важных организаций за способствование установлению суверенитита Республики Хорватии, исключительный вклад в её международную репутацию и статус или большие достижения в развитии международных отношений между Хорватией и страной или организацией награждённого.
Обычно орден вручается лично Президентом Хорватии, иногда Президентом Сабора (хорватского парламента). Орден имеет только одну степень. Назван в честь короля Томислава I, первого короля Хорватии.

## Некоторые награждённые
- Илир Мета (президент Албании, 2019)
- Рам Натх Ковинд (президент Индии, 2019)
- Марселу Ребелу де Соуза (президент Португалии, 2018)
- Росен Плевнелиев (президент Болгарии, 2016)
- Маргрете II (королева Дании, 2014)
- Бронислав Коморовский (президент Польши, 2013)
- Карл XVI Густав (король Швеции, 2013)
- Андрис Берзиньш (президент Латвии, 2012)
- Тарья Халонен (президент Финляндии, 2009)
- Бамир Топи (президент Албании, 2009)
- Владимир Воронин (президент Молдавии, 2009)
- Иван Гашпарович (президент Словакии), 2008)
- Мэтью Фестинг (великий магистр Мальтийского ордена, 2008)
- Лех Качиньский (президент Польши, 2008)
- Валдис Затлерс (президент Латвии, 2008)
- Виктор Ющенко (президент Украины, 2007)
- Тассос Пападопулос (президент Республики Кипр, 2006)
- Степан Месич (президент Хорватии, 2005)
- Елизавета II (королева Великобритании, 2002)
- Милан Кучан (президент Словении, 2001)
- Карло Адзельо Чампи (президент Италии, 2001)
- Нурсултан Назарбаев (президент Казахстана, 2001)
- Александр Квасьневский (президент Польши, 2001)
- Томас Клестиль (президент Австрии, 2001)
- Реджеп Кемаль Мейдани (президент Албании, 2001)
- Рудольф Шустер (президент Словакии, 2001)
- Эмиль Константинеску (президент Румынии, 2000)
- Константинос Стефанопулос (президент Греции, 1998)
- Оскар Луиджи Скальфаро (президент Италии, 1997)
- Франьо Туджман (президент Хорватии, 1995)
- Карлос Менем (президент Аргентины, 1995)
- Эдуардо Фрей Руис-Тагле (президент Чили, 1994)
- Сулейман Демирель (президент Турции, 1994)
- Хуан Антонио Самаранч (президент МОК, 1993)
- Франческо Коссига (президент Италии, 1993)